# 高橋秀実 (実業家)
高橋 秀実（たかはし ひでみ、1948年12月3日 - ）は、日本の実業家。中越テック、東京コスモス電機社長等を歴任した。

## 略歴
神奈川県出身。
1972年慶應義塾大学法学部法律学科卒業、同年東京銀行（現：三菱UFJ銀行）入行。1997年審査第三部長、1999年ポートランド支店長、2002年東銀リース執行役員を経て、2007年中越テック社長。2012年東京コスモス電機取締役、2014年社長に就任。2017年会長。